# Liste der Staatsoberhäupter 1923
Übersicht
◄◄ | ◄ | 1919 | 1920 | 1921 | 1922 | Liste der Staatsoberhäupter 1923 | 1924 | 1925 | 1926 | 1927 | ► | ►►

Weitere Ereignisse

## Afrika
- Ägypten (1914–1936 britisches Protektorat)
  - Staatsoberhaupt: König Fu'ād I. (1917–1936) (bis 1922 Sultan)
  - Regierungschef:
    - Ministerpräsident Muhammad Tawfiq Nasim Pascha (1920–1921, 1922–15. März 1923, 1934–1936)
    - Ministerpräsident Abdel Fattah Yahya Ibrahim Pascha (15. März 1923–1924, 1933–1934)

  - Britischer Hochkommissar: Edmund Allenby, 1. Viscount Allenby (1919–1925)

- Äthiopien
  - Staats- und Regierungschef: Kaiserin Zauditu (1916–1930)
    - Regent: Ras Tafari Makonnen (1916–1930) (1930–1974 Kaiser)

- Liberia
  - Staats- und Regierungschef: Präsident Charles D. B. King (1920–1930)

- Südafrika
  - Staatsoberhaupt: König Georg V. (1910–1936)
    - Generalgouverneur:
      - Arthur of Connaught (1920–11. Dezember 1923)
      - James Rose Innes (11. Dezember 1923–1924) (kommissarisch)

  - Regierungschef: Ministerpräsident Jan Christiaan Smuts (1919–1924, 1939–1948)

## Amerika

### Nordamerika
- Kanada
  - Staatsoberhaupt: König Georg V. (1910–1936)
    - Generalgouverneur: Julian, Lord Byng (1921–1926)

  - Regierungschef: Premierminister William Lyon Mackenzie King (1921–1926, 1926–1930, 1935–1948)

- Mexiko
  - Staats- und Regierungschef: Präsident Álvaro Obregón (1920–1924)

- Neufundland
  - Staatsoberhaupt: König Georg V. (1910–1936)
    - Gouverneur: William Allardyce (1922–1928)

  - Regierungschef:
    - Ministerpräsident Richard Squires (1919–24. Juni 1923, 1928–1932)
    - Ministerpräsident William Warren (24. Juli 1923–1924)

- Vereinigte Staaten von Amerika
  - Staats- und Regierungschef:
    - Präsident Warren G. Harding (1921–2. August 1923)
    - Calvin Coolidge (2. August 1923–1929)

### Mittelamerika
- Costa Rica
  - Staats- und Regierungschef: Präsident Julio Acosta García (1920–1924)

- Dominikanische Republik (1916–1924 von den USA besetzt)
  - Staats- und Regierungschef: Präsident Juan Bautista Vicini Burgos (1922–1924) (kommissarisch)

- El Salvador
  - Staats- und Regierungschef:
    - Präsident Jorge Meléndez Ramírez (1919–1. März 1923)
    - Präsident Alfonso Quiñónez Molina (1914–1915, 1918–1919, 1. März 1923–1927)

- Guatemala
  - Staats- und Regierungschef: Präsident José María Orellana Pinto (1921–1926)

- Haiti (1915–1934 von den USA besetzt)
  - Staats- und Regierungschef: Präsident Louis Bornó (1922–1930)

- Honduras
  - Staats- und Regierungschef: Präsident Rafael López Gutiérrez (1920–1924)

- Kuba
  - Staats- und Regierungschef: Präsident Alfredo Zayas y Alfonso (1921–1925)

- Nicaragua
  - Staats- und Regierungschef:
    - Präsident Diego Manuel Chamorro Bolaños (1921–12. Oktober 1923)
    - Präsident Bartolomé Martínez González (12. Oktober 1923–1925) (kommissarisch)

- Panama
  - Staats- und Regierungschef: Präsident Belisario Porras Barahona (1912–1916, 1918–1920, 1920–1924)

### Südamerika
- Argentinien
  - Staats- und Regierungschef: Präsident Marcelo Torcuato de Alvear (1922–1928)

- Bolivien
  - Staats- und Regierungschef: Präsident Bautista Saavedra Mallea (1920–1925)

- Brasilien
  - Staats- und Regierungschef: Präsident Artur da Silva Bernardes (1922–1926)

- Chile
  - Staats- und Regierungschef: Präsident Arturo Alessandri (1920–1924, 1925, 1932–1938)

- Ecuador
  - Staats- und Regierungschef: Präsident José Luis Tamayo (1920–1924)

- Kolumbien
  - Staats- und Regierungschef: Präsident Pedro Nel Ospina (1922–1926)

- Paraguay
  - Staats- und Regierungschef:
    - Präsident Eusebio Ayala (1921–12. April 1923, 1932–1936) (kommissarisch)
    - Präsident Eligio Ayala (1923–1924, 1924–1928) (kommissarisch)

- Peru
  - Staatsoberhaupt: Präsident Augusto B. Leguía y Salcedo (1908–1912, 1919–1930) (1904–1907 Ministerpräsident)
  - Regierungschef: Ministerpräsident Julio Enrique Ego Aguirre (1922–1924)

- Uruguay
  - Staats- und Regierungschef:
    - Präsident Baltasar Brum (1919–1. März 1923)
    - Präsident José Serrato (1. März 1923–1927)

- Venezuela
  - Staats- und Regierungschef: Präsident Juan Vicente Gómez (1909–1910, 1910–1914, 1922–1929, 1931–1935)

## Asien

### Ost-, Süd- und Südostasien
- Bhutan
  - Herrscher: König Ugyen Wangchuk (1907–1926)

- China
  - Staatsoberhaupt:
    - Präsident Li Yuanhong (1922–13. Juni 1923)
    - (amtierend) Zhang Shaozeng (13. Juni–9. September 1923)
    - (amtierend) Gao Lingwei (9. September–10. Oktober 1923)
    - Präsident Cao Kun (10. Oktober 1923–1924)

  - Regierungschef:
    - Premier des Ministerrats Wang Zhengting (1922–4. Januar 1923)
    - Premier des Ministerrats Zhang Shaozeng (4. Januar–9. September 1923)
    - Premier des Ministerrats Gao Lingwei (9. September 1923–1924)

- Britisch-Indien
  - Kaiser: Georg V. (1910–1936)
  - Vizekönig: Rufus Isaacs (1921–1925)

- Japan
  - Staatsoberhaupt: Kaiser Yoshihito (1912–1926)
  - Regierungschef:
    - Premierminister Katō Tomosaburō (1922–24. August 1923)
    - (amtierend) Außenminister Uchida Yasuya (24. August–2. September 1923)
    - Premierminister Yamamoto Gonnohyōe (2. September 1923–1924)

- Nepal
  - Staatsoberhaupt: König Tribhuvan (1911–1955)
  - Regierungschef: Ministerpräsident Chandra Shamsher Jang Bahadur Rana (1901–1929)

- Siam (heute: Thailand)
  - Herrscher: König Vajiravudh (1910–1925)

### Vorderasien
- Persien (heute: Iran)
  - Staatsoberhaupt: Schah Ahmad Schah Kadschar (1909–1925)
  - Regierungschef:
    - Ministerpräsident Ghavam os-Saltaneh (1922–25. Januar 1923)
    - Ministerpräsident Mostowfi ol-Mamalek (31. Januar–12. Juni 1923)
    - Ministerpräsident Moshir od-Dowleh (15. Juni–23. Oktober 1923)
    - Ministerpräsident Reza Khan Sardar Sepah (26. Oktober 1923–1925)

- Jemen
  - Herrscher: Iman Yahya bin Muhammad (1918–1948)

- Transjordanien (heute: Jordanien)
  - Herrscher: Emir Abdallah ibn Husain I. (1921–1951)

### Zentralasien
- Afghanistan
  - Herrscher: Emir Amanullah Khan (1919–1929)

- Mongolei (umstritten)
  - Staatsoberhaupt: Vorsitzender des Präsidiums des Geoßen Staats-Churals Bogd Khan (1911–1924)
  - Regierungschef:
    - Vorsitzender des Rats der Volkskommissare Sodnomyn Damdinbazar (1922–23. Juni 1923)
    - Vorsitzender des Rats der Volkskommissare Balingiin Tserendordsch Beyse (28. September 1923–1928)

- Tibet (umstritten)
  - Herrscher: Dalai Lama Thubten Gyatso (1913–1933)

## Australien und Ozeanien
- Australien
  - Staatsoberhaupt: König Georg V. (1910–1936)
  - Generalgouverneur: Henry Forster, 1. Baron Forster (1920–1925)
  - Regierungschef:
    - Premierminister Billy Hughes (1915–9. Februar 1923)
    - Premierminister Stanley Bruce (9. Februar 1923–1929)

- Neuseeland
  - Staatsoberhaupt: König Georg V. (1910–1936)
  - Generalgouverneur John Jellicoe, 1. Viscount Jellicoe (1920–1924)
  - Regierungschef: Premierminister William Massey (1912–1925)

## Europa
- Albanien
  - Staatsoberhaupt: Regentschaftsrat (1920–1925) (1924 Ministerpräsident)
  - Regierungschef: Ministerpräsident Ahmet Zogu (1922–1924, 1925) (1925–1928 Präsident, 1928–1939 König)

- Andorra
  - Co-Fürsten:
    - Staatspräsident von Frankreich: Alexandre Millerand (1920–1924)
    - Bischof von Urgell: Justí Guitart i Vilardebò (1920–1940)

- Belgien
  - Staatsoberhaupt: König Albert I. (1909–1934)
  - Regierungschef: Ministerpräsident Georges Theunis (1921–1925, 1934–1935)

- Bulgarien
  - Staatsoberhaupt: Zar Boris III. (1918–1943)
  - Regierungschef:
    - Ministerpräsident Aleksandar Stambolijski (1919–9. Juni 1923)
    - Ministerpräsident Aleksandar Zankow (9. Juni 1923–1926)

- Dänemark
  - Staatsoberhaupt: König Christian X. (1912–1947) (1918–1944 König von Island)
  - Regierungschef: Ministerpräsident Niels Neergaard (1908–1909, 1920–1924)

- Deutsches Reich
  - Staatsoberhaupt: Reichspräsident Friedrich Ebert (1919–1925)
  - Regierungschef:
    - Reichskanzler Wilhelm Cuno (1922–12. August 1923)
    - Reichskanzler Dr. Gustav Stresemann (13. August–23. November 1923)
    - Reichskanzler Wilhelm Marx (30. November 1923–1925)

- Estland
  - Staats- und Regierungschef:
    - Staatsältester Juhan Kukk (1922–2. August 1923)
    - Staatsältester  Konstantin Päts (1921–1922, 2. August 1923–1924, 1931–1932, 1932–1933, 1933–1940) (1918–1919, 1934–1937 Ministerpräsident)

- Finnland
  - Staatsoberhaupt: Präsident Kaarlo Juho Ståhlberg (1919–1925)
  - Regierungschef: Ministerpräsident Kyösti Kallio (1922–1924, 1925–1926, 1929–1930, 1936–1937) (1937–1940 Präsident)

- Frankreich
  - Staatsoberhaupt: Präsident Alexandre Millerand (1920–1924) (1920 Präsident des Ministerrats)
  - Regierungschef: Präsident des Ministerrats Raymond Poincaré (1912–1913, 1922–1924, 1926–1929) (1913–1920 Präsident)

- Griechenland
  - Staatsoberhaupt: König Georg II. (1922–1924, 1935–1947)
  - Regierungschef: Taoiseach Stylianos Gonatas (1922–1924)

- Irland
  - Staatsoberhaupt: König Georg V. (1922–1936)
    - Generalgouverneur Timothy Michael Healy (1922–1928)

  - Regierungschef: Ministerpräsident William Thomas Cosgrave (1922–1932)

- Italien
  - Staatsoberhaupt: König Viktor Emanuel III. (1900–1946)
  - Regierungschef: Duce Benito Mussolini (1922–1943)

- Königreich der Serben, Kroaten und Slowenen (später Jugoslawien)
  - Staatsoberhaupt: König Alexander I. (1921–1934)
  - Regierungschef: Ministerpräsident Nikola Pašić (1918, 1921–1924, 1924–1926)

- Lettland
  - Staatsoberhaupt: Präsident Jānis Čakste (1918–1925, 1925–1927)
  - Regierungschef:
    - Ministerpräsident Zigfrīds Anna Meierovics (1921–25. Januar 1923, 1923–1924)
    - Ministerpräsident Jānis Pauļuks (25. Januar 1923–26. Juni 1923)
    - Ministerpräsident Zigfrīds Anna Meierovics (1921–1923, 26. Juni 1923–1924)

- Liechtenstein
  - Staatsoberhaupt: Fürst Johann II. (1858–1929)
  - Regierungschef Gustav Schädler (1922–1928)

- Litauen
  - Staatsoberhaupt: Präsident Aleksandras Stulginskis (1920–1926, 1926)
  - Regierungschef: Ministerpräsident Ernestas Galvanauskas (1919–1920, 1922–1924)

- Luxemburg
  - Staatsoberhaupt: Großherzogin Charlotte (1919–1964) (1940–1945 im Exil)
  - Regierungschef: Staatsminister Émile Reuter (1918–1925)

- Monaco
  - Staatsoberhaupt: Fürst Louis II. (1922–1949)
  - Regierungschef:
    - Staatsminister Raymond Le Bourdon (1919–11. August 1923)
    - Staatsminister Maurice Piette (11. August 1923–1932)

- Niederlande
  - Staatsoberhaupt: Königin Wilhelmina (1890–1948) (1940–1945 im Exil)
  - Regierungschef: Ministerpräsident Charles Ruijs de Beerenbrouck (1918–1925, 1929–1933)

- Norwegen
  - Staatsoberhaupt: König Haakon VII. (1906–1957) (1940–1945 im Exil)
  - Regierungschef:
    - Ministerpräsident Otto Albert Blehr (1902–1903, 1921–6. März 1923)
    - Ministerpräsident Otto Bahr Halvorsen (1920–1921, 6. März 1923–23. Mai 1923)
    - Ministerpräsident Christian Fredrik Michelet (24. März 1923–30. Mai 1923) (kommissarisch)
    - Ministerpräsident Abraham Berge (30. Mai 1923–1924)

- Österreich
  - Staatsoberhaupt: Bundespräsident Michael Hainisch (1920–1928)
  - Regierungschef: Bundeskanzler Ignaz Seipel (1922–1924)

- Polen
  - Staatsoberhaupt: Präsident Stanisław Wojciechowski (1922–1926)
  - Regierungschef:
    - Ministerpräsident Władysław Sikorski (1922–26. Mai 1923)
    - Ministerpräsident Wincenty Witos (28. Mai–14. Dezember 1923)
    - Ministerpräsident Władysław Grabski (19. Dezember 1923–1925)

- Portugal
  - Staatsoberhaupt:
    - Präsident António José de Almeida (1919–5. Oktober 1923)
    - Präsident Manuel Teixeira Gomes (6. Oktober 1923–1925)

  - Regierungschef:
    - Ministerpräsident António Maria da Silva (1922–15. November 1923)
    - Ministerpräsident António Ginestal Machado (15. November–18. Dezember 1923)
    - Ministerpräsident Álvaro Xavier de Castro (18. Dezember 1923–1924)

- Rumänien
  - Staatsoberhaupt: König Ferdinand I. (1914–1927)
  - Regierungschef: Ministerpräsident Ion I. C. Brătianu (1922–1926)

- San Marino
  - Capitani Reggenti:
    - Onofrio Fattori (1898, 1902, 1905–1906, 1911–1912, 1916, 1922–1. April 1923) und Giuseppe Balducci (1917–1918, 1922–1. April 1923)
    - Giuliano Gozi (1. April 1923–1. Oktober 1923, 1926–1927, 1932, 1937, 1941–1942) und Filippo Mularoni (1. April 1923–1. Oktober 1923, 1929, 1940)
    - Marino Borbiconi (1894–1895, 1898–1899, 1903–1904, 1909–1910, 1. Oktober 1923–1924) und Mario Michetti (1. Oktober 1923–1924)

  - Regierungschef: Außenminister Giuliano Gozi (1918–1943)

- Schweden
  - Staatsoberhaupt: König Gustav V. (1907–1950)
  - Regierungschef:
    - Ministerpräsident Hjalmar Branting (1921–19. April 1923)
    - Ministerpräsident Ernst Trygger (19. April 1923–1924)

- Schweiz[1]
  - Bundespräsident: Karl Scheurer (1923)
  - Bundesrat:
    - Giuseppe Motta (1911–1940)
    - Edmund Schulthess (1912–1935)
    - Robert Haab (1918–1929)
    - Ernest Chuard (1920–1928)
    - Jean-Marie Musy (1920–1934)
    - Karl Scheurer (1920–1929)
    - Heinrich Häberlin (1920–1934)

- Sowjetunion
  - Parteichef: Generalsekretär der KPdSU Josef Stalin (1922–1953)
  - Staatsoberhaupt: Vorsitzender des Präsidiums des obersten Sowjets Michail Iwanowitsch Kalinin (1919–1946)
  - Regierungschef: Vorsitzender des Ministerrats Wladimir Lenin (1917–21. Januar 1924)

- Spanien
  - Staatsoberhaupt: König Alfons XIII. (1886–1941)
  - Regierungschef:
    - Regierungspräsident Manuel García Prieto (7. Dezember 1922–15. September 1923)
    - Regierungspräsident Miguel Primo de Rivera Orbaneja (15. September 1923–1930)

- Tschechoslowakei
  - Staatsoberhaupt: Präsident Tomáš Masaryk (1918–1935)
  - Regierungschef: Ministerpräsident Antonín Švehla (1922–1926, 1926–1929)

- Türkei Gründung der Republik Türkei (29. Oktober)
  - Staatsoberhaupt: Präsident Mustafa Kemal (29. Oktober 1923–1938)
  - Regierungschef: Ministerpräsident İsmet İnönü (1. November 1923–1924)

- Ungarn
  - Staatsoberhaupt: Reichsverweser Miklós Horthy (1920–1944)
  - Regierungschef: Ministerpräsident Graf István Bethlen (1921–1931)

- Vereinigtes Königreich
  - Staatsoberhaupt: König Georg V. (1910–1936)
  - Regierungschef:
    - Premierminister Andrew Bonar Law (1922–22. Mai 1923)
    - Premierminister Stanley Baldwin (22. Mai 1923–1929)